# Lứa đẻ

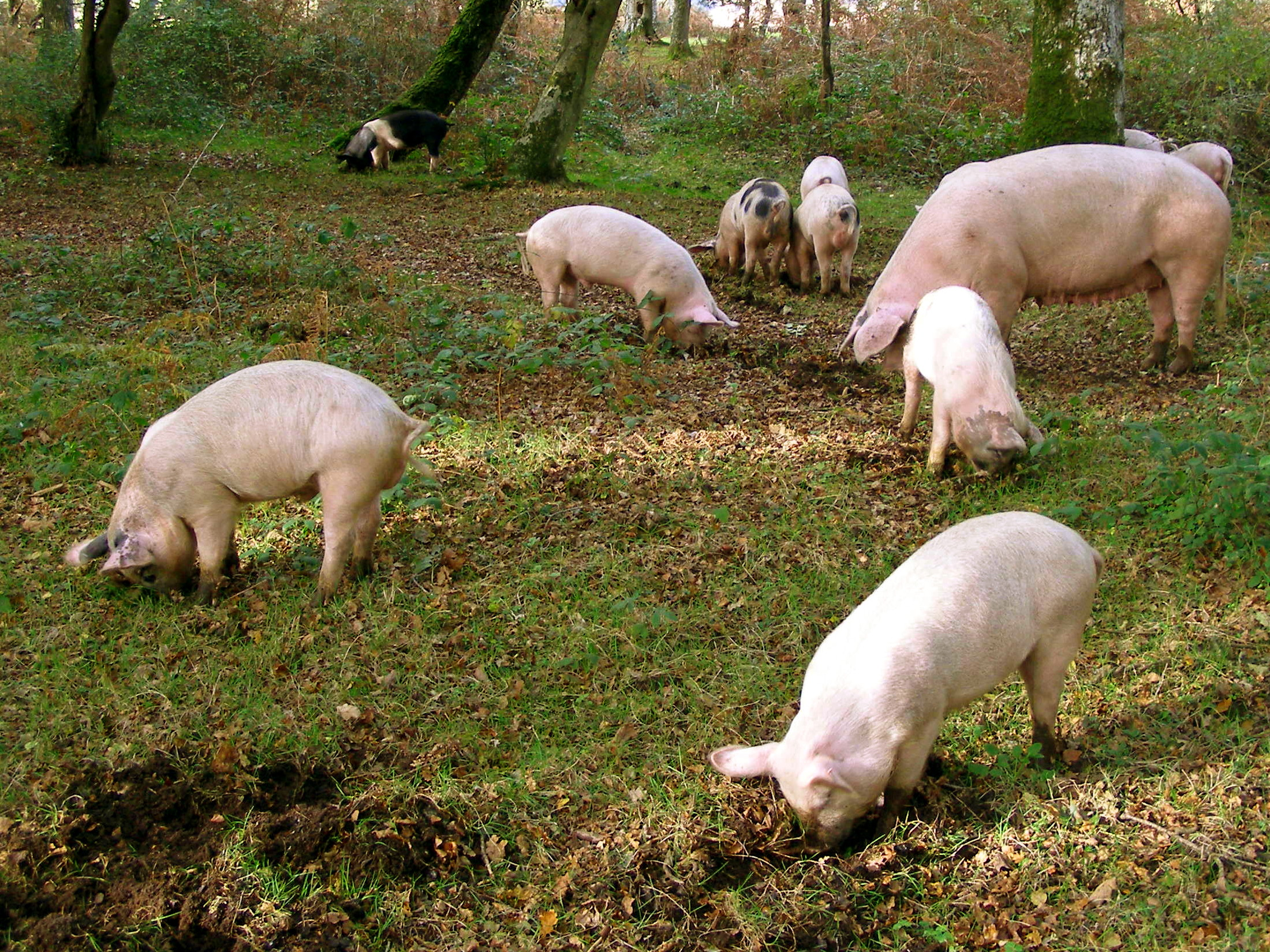
Một lứa lợn con sòn sòn nhau cùng lợn mẹ đang kiếm ăn ở New Forest

Một lứa đẻ (Litter) hay còn gọi là một lứa là sự sinh nở ra của nhiều con con cùng một lúc (thời kỳ sinh đẻ) ở động vật từ cùng một mẹ và thường là từ một bố mẹ, đặc biệt là số lượng cá thể được sinh ra từ ba đến tám con. Lứa chỉ về loạt những sinh vật cùng một thời kỳ sinh trưởng. Thuật ngữ lứa đẻ hay lứa sinh thường được sử dụng cho việc đo đếm con đẻ của động vật có vú, nhưng có thể được sử dụng cho bất kỳ động vật nào sinh nhiều con (chẳng hạn như câu: "Cá mè một lứa"). Để so sánh, một nhóm trứng và con cái nở ra từ chúng thường được gọi là một ổ (Offspring), trong khi chim non thường được gọi là bầy chim con (của chim bố mẹ). Động vật từ cùng một lứa tuổi được gọi là bạn cùng lứa, đồng lứa, đồng trang lứa. Khoảng cách lứa đẻ là khoảng thời gian giữa hai lần đẻ thành công.

## Đại cương

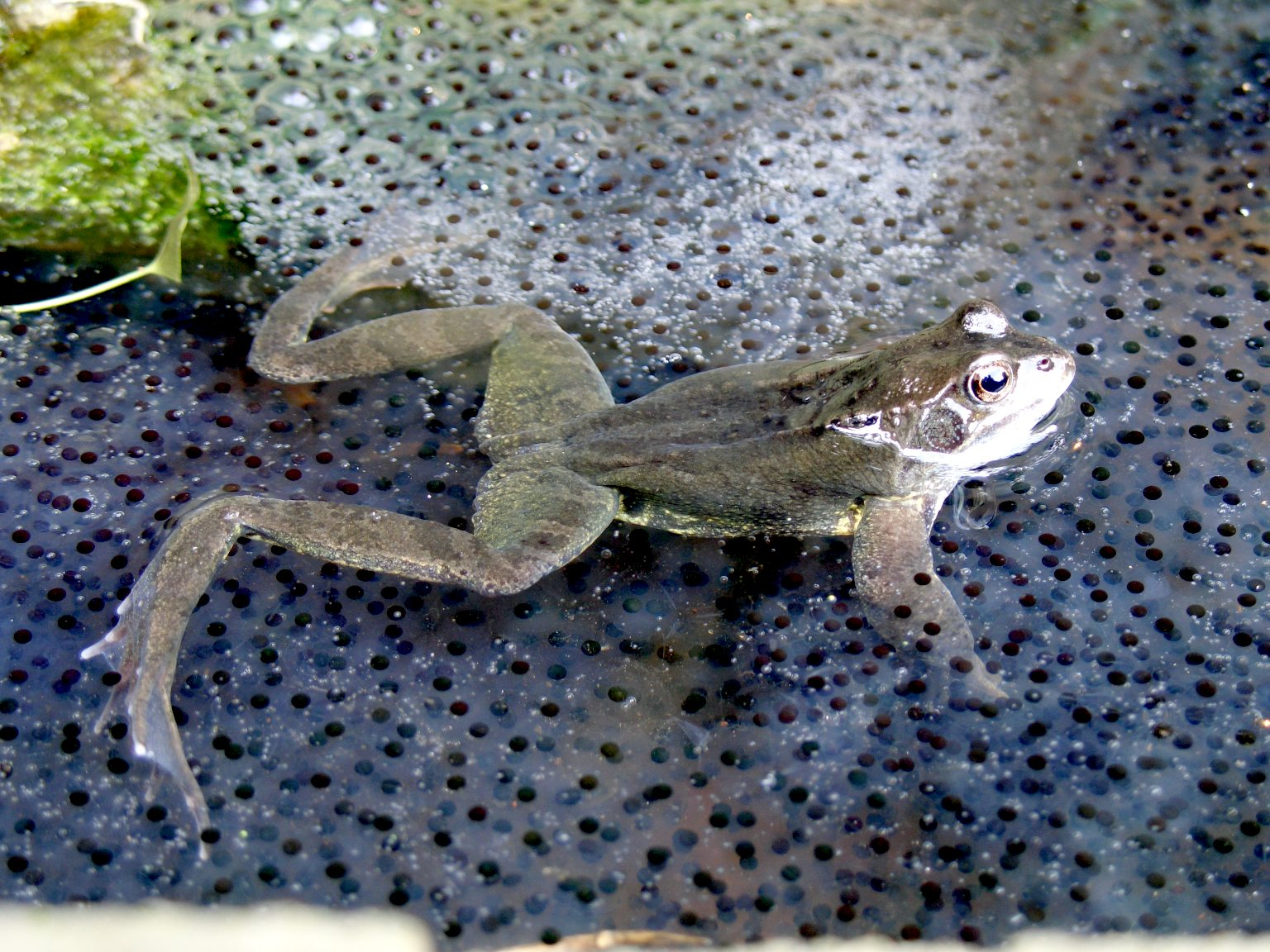
Một lứa nòng nọc của ếch mẹ, số lượng nhiều cá thể trong một lứa làm gia tăng khả năng sống sót

Các loài động vật thường xuyên thể hiện hành vi nhóm trong đàn, bầy, bầy đàn hoặc tập đoàn, và những lần sinh này có được những lợi thế tương tự. Một lứa đẻ cung cấp một số bảo vệ khỏi sự săn bắt của những kẻ ăn thịt, đặc biệt là cho cá thể còn non trẻ mà là đầu tư của cha mẹ vào việc nuôi dưỡng. Với nhiều con non, động vật ăn thịt có thể ăn nhiều con và những con khác vẫn có thể sống sót để đạt đến độ thuần thục về tính (maturity), nhưng nếu chỉ với một đứa con, sự mất mát của nó có thể có nghĩa là một mùa sinh sản đã bị lãng phí. Lợi thế đáng kể khác là cơ hội cho những động vật trẻ khỏe mạnh nhất được lựa chọn từ một nhóm.
Thay vì đó là một quyết định có ý thức từ phía cha mẹ, đứa trẻ khỏe mạnh và mạnh mẽ nhất cạnh tranh thành công nhất về thức ăn và không gian, khiến những đứa trẻ yếu nhất, hay những đứa trẻ yếu đuối, chết yểu vì thiếu sự chăm sóc, đây là sự chọn lọc tự nhiên. Trong tự nhiên, chỉ có một tỷ lệ nhỏ, nếu có, trong lứa có thể sống sót đến khi trưởng thành, trong khi đối với động vật được thuần hóa và những cá thể bị giam cầm với sự chăm sóc của con người thì toàn bộ lứa đẻ hầu như luôn sống sót. Mèo con và chó con nằm trong nhóm này. Động vật ăn thịt, động vật gặm nhấm và lợn thường đẻ theo lứa, trong khi linh trưởng và động vật ăn cỏ lớn hơn thường chỉ sinh một đến một vài con.

## Trong chăn nuôi

### Trên bò
Tuổi đẻ lứa đầu của bò tơ là khi bò tơ sinh sản muộn thì phải mất thêm chi phí cho thức ăn và chăm sóc. Khoảng cách lứa đẻ trên bò có thể chia ra làm hai giai đoạn. Giai đoạn từ lúc sanh bê đến lúc đậu thai lại (giai đoạn không mang thai hay còn gọi giai đoạn "mở" hay giai đoạn chờ phối) và giai đoạn mang thai. Giai đoạn mang thai là khoảng thời gian cố định, dao động từ 280 đến 285 ngày hoặc hơn tùy thuộc vào giống. Khoảng cách lứa đẻ phụ thuộc duy nhất vào giai đọan mở. Khi khoảng cách lứa đẻ kéo dài là do có vấn đề ở giai đọan thứ nhất. Những bò cái sau khi đẻ 60 ngày mà chưa lên giống lại được coi là bò chậm sinh. Khoảng cách lứa đẻ trung bình của đàn được tính toán dễ dàng từ khoảng cách lứa đẻ của mỗi cá thể và thông qua đó có thể đánh giá thành tích sinh sản của đàn.

### Trên lợn

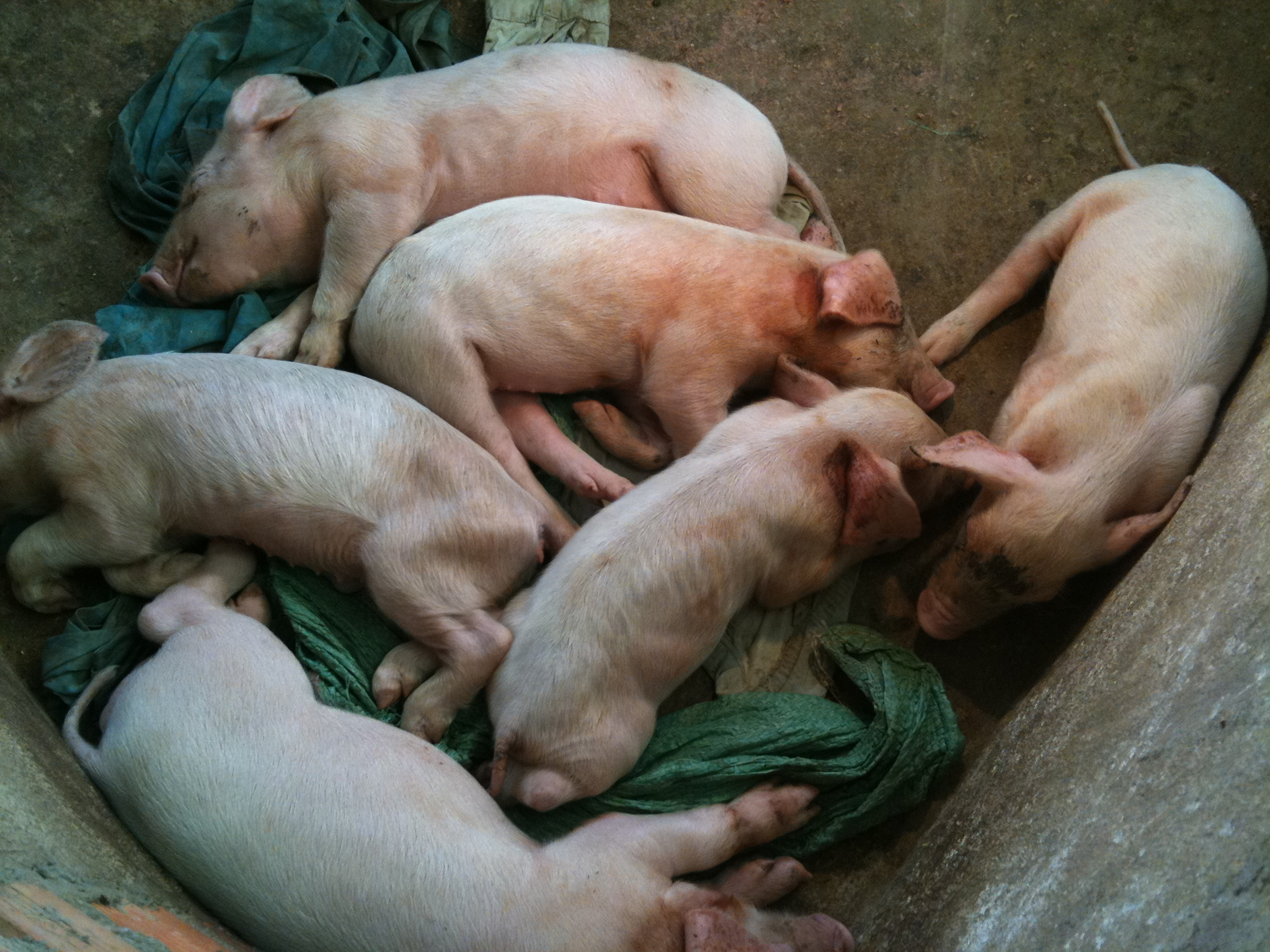
Một lứa lợn con ở Cần Thơ

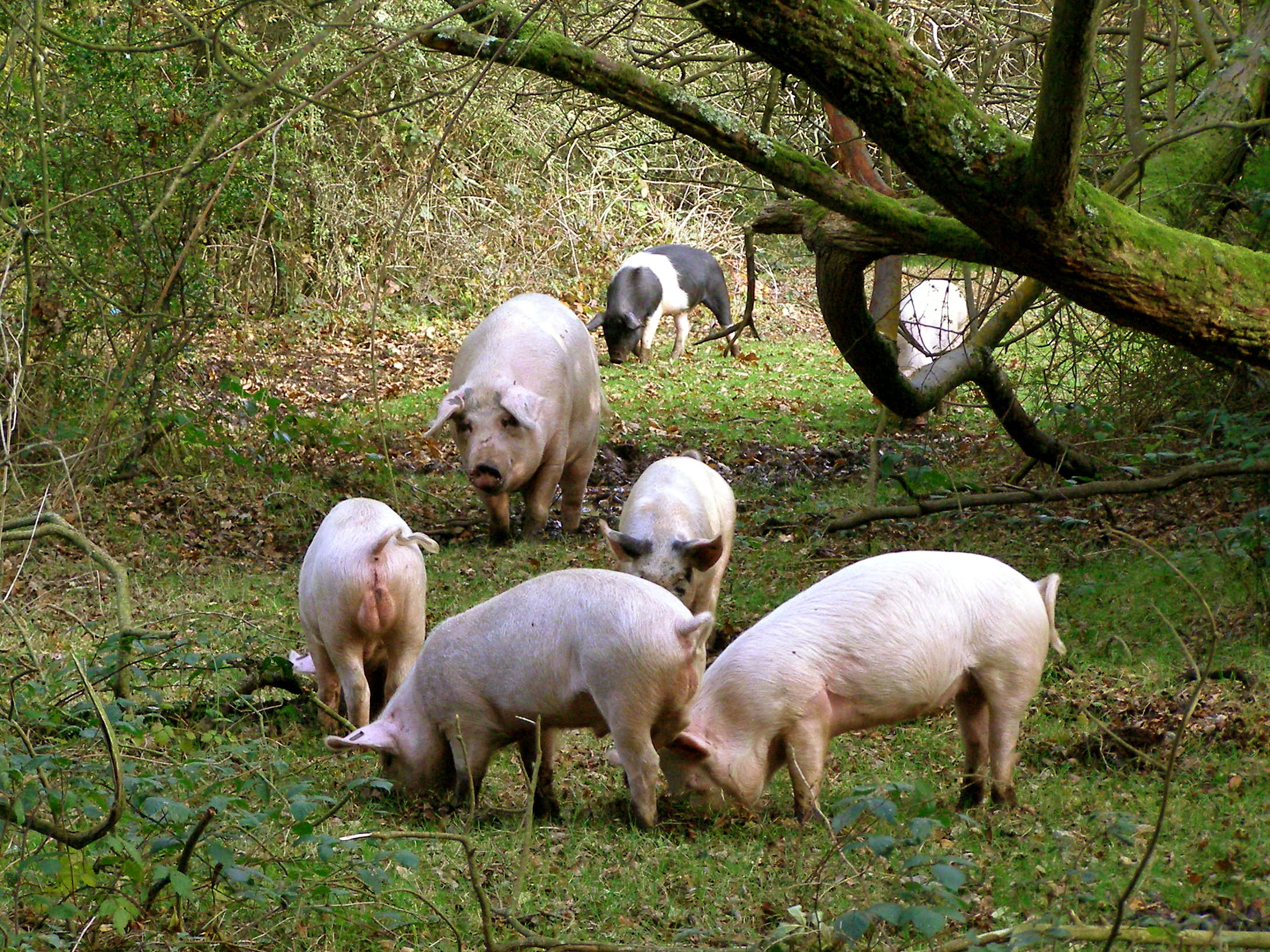
Lứa lợn con đang kiếm ăn tại một khu rừng ở nước Anh

Chu kỳ lứa đẻ (Farrowing interval) là số ngày trung bình từ lứa đẻ lần này đến lứa đẻ lần kế tiếp của nái sinh sản bao gồm thời gian mang thai, thời gian nái nuôi con và thời gian lên giống sau cai sữa. Chu kỳ lứa đẻ trên heo là một trong những thông số trong sản xuất chăn nuôi heo thường được sử dụng là một chỉ số phản ánh hiệu quả sản xuất nái sinh sản của trang trại. Chu kỳ đẻ có ảnh hưởng trực tiếp đến số lượng heo con sau cai sữa của mỗi nái trong năm, chu kỳ lứa đẻ của nái hậu bị ngắn hơn chu kỳ lứa đẻ của nái rạ tức là nái đẻ từ lứa thứ 2 trở đi.
Khoảng cách lứa đẻ có ảnh hưởng trực tiếp đến năng lực sản xuất của một trang trại và chỉ tiêu này, cũng như chỉ tiêu tương ứng của nó là những nhân tố cần được kiểm soát và theo dõi nhằm phát hiện và sớm dự báo. Khoảng cách lứa đẻ là một trong những chỉ tiêu chung nhất thường được dùng như là một chỉ thị để đánh giá hiệu quả của một trang trại nuôi lợn và được xác định là bình quân số ngày tính từ khi đẻ lứa trước đến khi đẻ lứa sau. Số lứa đẻ cao sẽ giúp số ngày không sinh sản được rút ngắn. Nếu heo lên giống lại sau cai sữa chậm thì sẽ khiến số lứa đẻ bị sụt giảm.
Thông thường số lứa đẻ/năm của nái khoảng ở mức 2,2 lần và số ngày lên giống lại sau cai sữa ở mức 30 ngày. Nếu đạt được năng suất trên thì số nái bị lên giống lại, sẩy thai của trại sẽ rất ít. Để nâng cao số lứa đẻ thì cần phải rút ngắn số ngày không sinh sản (Non-productive days-NPD). Nếu trại đạt số lứa đẻ/năm khoảng 2,4 là tốt. Lên giống sau cai sữa chậm hay nhanh sẽ ảnh hưởng rất lớn tới số lứa đẻ. Các trại nên quản lý sức khỏe nái sao cho số nái lên giống lại trong vòng 7 ngày phải trên 90%. Trọng lượng khi cai sữa của nái không được giảm quá 20% so với trọng lượng trước khi đẻ.
Chu kỳ đẻ có thể được tính cho từng cá thể heo nái và cho toàn bộ trang trại. Đối với một cá thể heo nái, chu kỳ đẻ bằng số ngày mang thai cộng số ngày nuôi con cộng số ngày chờ lên giống sau cai sữa. Chu kỳ lứa đẻ của trang trại bằng bình quân gia quyền chu kỳ lứa đẻ của từng nái, nếu tính trên với một trang trại nái sản trong một thời gian nhất định, chu kỳ lứa đẻ sẽ là tổng trung bình thời gian của chu kỳ cộng với trung bình thời gian cho con bú, thời gian heo con theo mẹ, cộng với thời gian từ cai sửa đến phối và đậu thai trong suốt quãng thời gian này.
Những nhân tố ảnh hưởng đến Chu kỳ lứa đẻ trên lợn có thể thấy là việc không cho nái ăn đầy đủ, nái ăn kém trong thời gian nuôi con. Đây là khoảng thời gian quan trọng cần phải được cho ăn đầy đủ để có năng lượng để duy trì hoạt động hàng ngày của nái và có đủ sữa nuôi con. Đặc biệt đối với nái đẻ lứa một, thể trạng nái chưa phát triển toàn diện nên cần phải duy trì thể trạng tốt sau khi cai sữa. Nếu thể trạng nái kém, sau khi cai sữa nái sẽ lên giống chậm và ảnh hưởng xấu đến chu kỳ lứa đẻ của nái, ảnh hưởng xấu đến năng suất của các lứa tiếp theo;
Thay đổi mùa và thời tiết trong năm, khi nhiệt tăng trong mùa hè có thể thấy sự gia tăng ngày trong chu kỳ đẻ, thời tiết nóng và nái sẽ ăn ít dẫn đến sẽ thiếu sữa và nái sẽ lên giống chậm vì mất thể trạng, đặc biệt khi nái được nuôi trong chuồng hở. Ngoài ra, nái ăn ít sẽ cho ra ít sữa và ảnh hưởng đến trong lượng của heo con khi cai sữa. Nếu thời gian nuôi con quá ít (ví dụ 16 ngày) sẽ dẫn đến nái lên giống chậm, bởi vì với thời gian này tử cung chưa hoàn toàn phục hồi. Nếu ngày nuôi con quá dài thì cũng ảnh hưởng đến chu kỳ đẻ của nái. Trong các giai đoạn sản xuất của nái thì thời gian mang thai ít biến động và thường dao động từ 112 đến 116 ngày.
Thời gian nuôi con ảnh hưởng rất lớn đến Chu kỳ lứa đẻ và Hệ số lứa đẻ/nái/năm của trang trại và ảnh hưởng đến năng suất của trang trại. Khi tăng một ngày nuôi con thì Chu kỳ lứa đẻ tăng thêm một ngày nhưng Hệ số lứa đẻ/nái/năm của Trang trại giảm đi 1%. Trên thực tế nếu tăng số ngày nuôi con thì trọng lượng heo con cai sữa tốt hơn, trang trại cần giảm số ngày nuôi con nhưng vẫn đảm bảo được trọng lượng heo con cai sữa tốt. Khoảng thời gian nái sau cai sữa đến lên giống càng dài thì Chu kỳ lứa đẻ càng lớn. Chủ trang trại cần phải giảm đến mức tối thiểu tỷ lệ nái chậm lên giống.
Giải pháp giảm Chu kỳ lứa đẻ thì phải phải đảm bảo thể trạng nái tốt liên tục, tránh biến đổi lớn về thể trạng giữa thời gian mang thai và nuôi con; đảm bảo nhiệt độ trong chuồng ổn định, phù hợp, tránh nhiệt độ quá cao; Cung cấp nước đầy đủ cho nái uống, cho ăn nhiều lần/ngày. Đối với những nái đẻ nhiều con, chủ trại nên tách những con có trọng lượng lớn nhất sang bày khác và nên để nuôi ít nhất 7 heo con mỗi lứa. Không nên để nái nuôi quá ít con, nái có thể lên giống sớm trong lúc nuôi con. Không để nhiệt độ trong trại bầu tăng giảm đột ngột, không gây tiếng động mạnh trong thời gian nái ngủ. Ngoài ra chuồng phải được thoáng mát và khô ráo.

### Chó, mèo

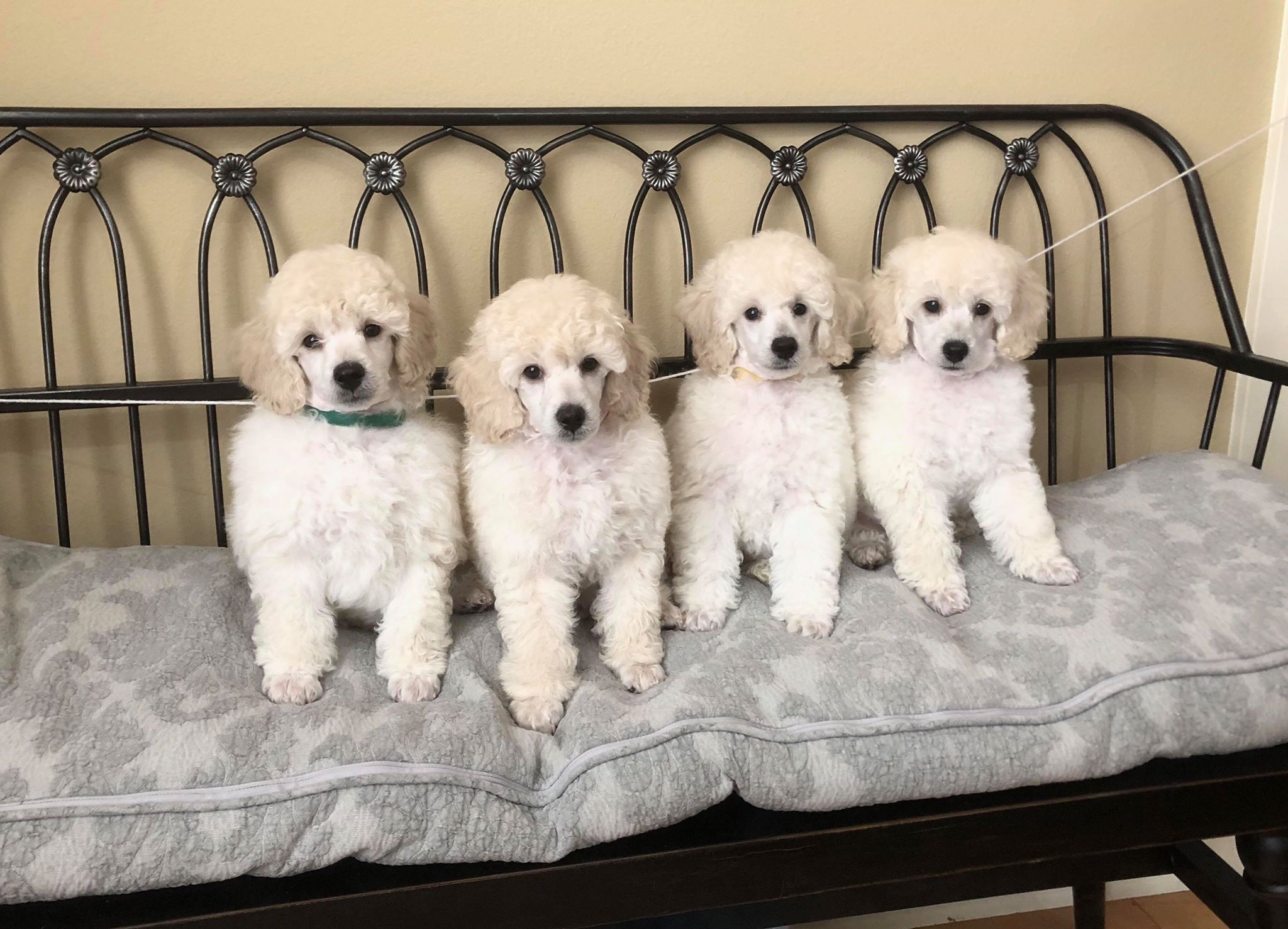
Một lứa chó cảnh 8 tuần tuổi

Về mặt thể chất, nếu được chăm sóc tốt và khôi phục sức khỏe sau khi sinh con, chó cái có thể động dục trở lại sau 3 tháng mang thai, thêm ít nhất 7–8 tuần nghỉ dưỡng và dưới 1 tháng sau khi cún con cai sữa. Chó cảnh một năm đẻ 2 lứa và nếu may mắn chỉ cần 1 lứa đẻ ba con. Một chú chó Tây Tạng ở Tân Cương là giống chó tai cụp Tây Tạng (chó cảnh Tây Tạng) đã đẻ liền lúc 22 chú chó con, cũng đã có một con chó khác ở Manea, hạt Cambridgeshire, nước Anh cũng đã đẻ được 24 con chó con, cũng là giống chó lai giữa 2 dòng chó bò (Bun) và chó tai cụp. Mèo nhà có thể động dục quanh năm. Đó là lý do mà một năm mèo có thể sinh 3–4 lứa. Số con trung bình trong một lứa là 03 con. Nhưng nó thường có thể lên tới 6 hoặc nhiều hơn, trung bình 1 mèo cái sẽ đẻ 2–3 lứa 1 năm, mỗi lứa lại được từ 3–5 mèo con. 